# Giovanni Battista Somis
Giovanni Battista Somis (Turín, 25 de diciembre de 1686 – Turín, 14 de agosto de 1763) fue un violinista y compositor italiano del periodo barroco.

## Biografía
Pertenecía a una familia de músicos que prestaban sus servicion en la corte de Turín. Inició su formación musical en el ambiente familiar recibiendo enseñanzas de su padre Francesco Lorenzo (1663-1736), más adelante Víctor Amadeo II de Saboya dispuso que se trasladara a Roma para recibir enseñanzas de Corelli. De vuelta a Turín fue nombrado violinista y director de la orquesta de la corte, cargo en el que permaneció hasta su muerte, aunque realizó algunos viajes a París, ciudad en la que vivió durante un tiempo alrededor de 1733.
Entre sus alumnos se puede citar a Jean Marie Leclair, Felice Giardini y Gaetano Pugnani.

## Obra
- Opus 1 - 12 sonatas para violín y bajo continuo.
- Opus 2 - 12 sonatas para violín y bajo continuo.
- Opus 3 - 12 sonatas para violín y bajo continuo.
- Opus 4 - 12 sonatas para violín y bajo continuo.
- Opus 5 - 6 sonatas a trío para dos violines y bajo continuo.
- Opus 6 - 12 sonatas para violín y bajo continuo.
- Opus 7 - Ideali trattimenti da camera para dos violines, dos flautas o violas.
- Opus 8 - 6 sonatas a trío.